# Andrena kumbhuensis
Andrena kumbhuensis är en biart som beskrevs av Osamu Tadauchi och Matsumura 2007. Andrena kumbhuensis ingår i släktet sandbin, och familjen grävbin. Inga underarter finns listade i Catalogue of Life.